# Ophion coloradensis
Ophion coloradensis là một loài tò vò trong họ Ichneumonidae.